# بلوفبوت
بلوفبوت هي شركة كرواتية، تنشط في صيانة المجاري المائية وتشغيل المنارات بالإضافة إلى عدد من الأنشطة الأخرى. وتشمل الأنشطة الإضافية تأجير المنارات كمساكن سياحي راقٍ.   في عام 2010 ، بلغ صافي دخل الشركة 10.0 مليون كونا، مما يدل على زيادة الدخل الصافي من 2.1 مليون كونا المسجل لعام 2009. اعتبارًا من عام 2010، توظف الشركة 263 شخصًا.
تأسست الشركة في عام 1992 بمرسوم من الحكومة الكرواتية، وهي مملوكة بنسبة 100٪ لجمهورية كرواتيا. تولت الشركة جميع العمليات التي كانت تقوم بها المؤسسة سابقاً لصيانة الممرات المائية البحرية وكذلك الأصول التي تديرها الشركة الأخيرة. الوضع القانوني الحالي لشركة ذات مسؤولية محدودة محتفظ به منذ عام 1997، وفقًا لتشريع خاص يسنه البرلمان الكرواتي.